# Reykjavik Domkirke
Domkirken i Reykjavík (islandsk: Dómkirkjan í Reykjavík) er en katedral i Islands hovedstad Reykjavík, der er sæde for den lutherske biskop på Island og sognekirke for den indre by. Kirken ligger ved Austurvöllur i gamlebyen i centrum af Reykjavik. Ved siden af kirken ligger Alþingishúsið (parlamentsbygningen). Siden Islands parlament Altinget (Alþingi) blev genoprettet i 1845, er hver parlamentssamling indledt med en gudstjeneste i domkirken, hvorfra domprovsten fører altingsmedlemmerne til Alþingishúsið.

## Bygningens historie
Domkirken blev bygget i 1787, indviet i 1796 og genrejst i 1847. Bygningen indeholder bl.a. en døbefont skabt og doneret af billedhuggeren Bertel Thorvaldsen som en gave til hans islandske fars land. Kirken er genindviet i 1879 efter et omfattende restaureringsarbejde.

## Præster
Biskop Agnes M. Sigurðardóttir, domprovst Hjálmar Jónsson og sognepræst Anna Sigríður Pálsdóttir.